# Campo eletromagnético
O campo eletromagnético é um fenômeno que envolve o campo elétrico e o campo magnético variando no tempo.
As equações de Maxwell constituem basicamente a teoria dos fenômenos eletromagnéticos. No entanto, é importante ressaltar que a Lei de Faraday da indução é um dos importantes princípios do fenômeno.
A Lei de Faraday da indução afirma que o módulo da força eletromotriz induzida em um circuito é diretamente proporcional à taxa temporal de variação do fluxo magnético através do mesmo circuito:
{\displaystyle \epsilon =-{\frac {d\Phi _{m}}{dt}}}
Este sinal negativo que aparece na equação de Faraday é decorrente de outra lei proposta pelo físico Heinrich Lenz, onde a polaridade da força eletromotriz induzida que provoca o aparecimento de uma corrente elétrica gera um fluxo magnético de sentido oposto à variação do mesmo fluxo, através do circuito fechado. Ou seja, com a redução do fluxo magnético no tempo, a corrente induzida cria um campo magnético com mesmo sentido do fluxo; com o aumento do fluxo magnético no tempo, a corrente induzida cria o mesmo campo com sentido oposto ao do fluxo magnético.
Uma experiência que se pode observar, comprovando o campo eletromagnético, é quando se aproxima um ímã de uma espira de um fio condutor ligado a um galvanômetro, notando-se que a agulha indicadora do instrumento desvia a direção. Quando o ímã é afastado, a agulha desvia para uma direção oposta e, havendo esse movimento relativo entre o ímã e a bobina, haverá uma indução de corrente elétrica, criando um campo eletromagnético formado pela interação do campo magnético com um campo elétrico, ou seja, um campo magnético variável no tempo produz um campo elétrico e, da mesma maneira, todo campo elétrico variável no tempo produz um campo magnético. Efeitos como este, não estacionários, constituem basicamente os fenômenos eletromagnéticos.

## Estrutura
O campo eletromagnético pode ser observado de duas maneiras distintas: como uma estrutura contínua ou como uma estrutura discreta.

### Estrutura contínua
Classicamente, campos elétricos e magnéticos foram pensados como sendo produzidos pelo suave movimento de objetos carregados. Por exemplo, cargas oscilantes produzem variações no campo elétrico e magnético que podem ser vistas por uma perspectiva contínua, "suave" e na forma de ondas. Nesse caso, a energia é vista como sendo transferida de maneira contínua através do campo eletromagnético entre dois pontos. Por exemplo, em um rádio transmissor a energia parece ser emitida de forma contínua. Essa visão parece ser útil, mas até certo ponto, pois problemas aparecem quando se trata de altas frequências.

### Estrutura discreta
O campo eletromagnético pode ser descrito de forma mais "fechada". Experimentos revelam que, em certas circunstâncias, a transferência de energia eletromagnética pode ser descrita na forma de pacotes chamados quanta. A relação de Planck liga a energia do fóton E com sua frequência f por meio da equação:
{\displaystyle E=hf} .
Nessa expressão {\displaystyle h} é a constante de Planck e {\displaystyle f} a frequência do fóton.

## Dinâmica
No passado, objetos carregados eletricamente eram pensados como responsáveis pela produção de dois tipos de campos diferentes e associados com suas propriedades de carga. Um campo elétrico é produzido quando uma carga é estacionária em relação ao observador medindo suas propriedades de carga e um campo magnético, assim como um elétrico é produzido quando a carga se move, criando uma corrente elétrica com relação ao observador. Com o passar do tempo, percebeu-se que campo elétrico e magnético são melhor descritos como partes de um todo, o campo eletromagnético. Até 1820, quando o físico dinamarquês Hans Christian Ørsted demonstrou o efeito de uma corrente elétrica em um sistema de bússola com agulha, eletricidade e magnetismo eram tidos até então como fenômenos não relacionados. Em 1831, Michael Faraday fez a seminal observação de que campos magnéticos variáveis com o tempo podiam induzir correntes elétricas e então, em 1864, James Clerk Maxwell publicou seu famoso artigo A Dynamical Theory of the Electromagnetic Field

## Descrição matemática
Matematicamente, um campo eletromagnético pode ser representado de algumas formas diferentes. A primeira diz que campos elétrico e magnéticos podem ser vistos como campos vetoriais tri-dimensionais. Cada um desses campos possui um valor definido em cada ponto no espaço e tempo e portante, são geralmente escritos como em coordenadas E(x, y, z, t) (campo elétrico) e B(x, y, z, t) (campo magnético).
Se apenas o campo elétrico (E) é diferente de zero e constante no tempo, é dito como sendo um campo eletrostático. De maneira análoga, se apenas o campo magnético (B) é diferente de zero e constante no tempo, é dito como sendo um campo magnetostático. No entanto, se qualquer campo elétrico ou magnético possui uma dependência com o tempo, então ambos os campos devem ser considerados como um campo magnético acoplado usando Equações de Maxwell.
As ondas eletromagnéticas são uma consequência da formação do campo eletromagnético e se propagam através do vácuo com a velocidade da luz. Elas são portadoras de energia e, quando se propagam no espaço, podem transferir energia para corpos que se encontram em sua trajetória. Estas ondas são geradas por cargas elétricas que oscilam, ou seja, quando temos campos elétrico e magnético oscilantes e perpendiculares entre si e à direção da propagação da onda, sendo consideradas ondas transversais.
A amplitude desta onda, segundo Maxwell, esta relacionada por:
{\displaystyle E=c.B} , onde c é a velocidade da luz.